# NS-Baureihe DD-IRM
Die Baureihe DD-IRM (ausgeschrieben DubbelDeks-InterRegioMaterieel, also Doppelstock-Interregio-Wagen) ist eine Type von elektrischen Doppelstock-Triebzügen der niederländischen Eisenbahngesellschaft Nederlandse Spoorwegen (NS) aus den Jahren 1994 bis 2009. Sie und die ältere Baureihe ICM stellen den größten Teil des Wagenmaterials für die niederländischen Intercity-Verbindungen.

## Geschichte

### Planungen
In den 1980er Jahren plante die NS mit ihrem Plan 21 eine radikale Vereinfachung des Personenverkehrsangebots: Die bestehenden Zuggattungen sollten zu drei Gattungen, nämlich Regionalzug (stoptrein), Interregio und Intercity zusammengeführt werden. Für die Interregio sollte das erforderliche Rollmaterial neu entwickelt werden. Das Resultat war die Baureihe DD-IRM. Nach einer weiteren Vereinfachung, bei der die Gattung Interregio im Intercity aufging, wurden die DD-IRM zu den typischen niederländischen Intercity-Zügen.

### Erste Bauserie: DD-IRM
1994 begann die Auslieferung der neuen IRM-Züge. Hersteller war die Waggonfabrik Talbot in Aachen (1995 von Bombardier Transportation gekauft); 34 Drei- und 47 Vierwagenzüge wurden gebaut. Weil Talbot nicht genügend Kapazität hatte, wurde die Fertigung von 47 Wagen Typ ABv5 zu De Dietrich Ferroviaire in Reichshoffen (Elsass) ausgelagert. Die Drehgestelle wurden von der Schweizerischen Industrie-Gesellschaft(SIG) in Neuhausen am Rheinfall (CH) und Stork RMO (NL) geliefert.

### Verlängerung Erste Bauserie: VIRM-1
Weil die Transportkapazitäten insbesondere der dreiteiligen Züge bald nicht mehr ausreichten, wurde 2000 ein Umbauprogramm lanciert: Alle Dreiteiler wurden mit einem zusätzlichen Zwischenwagen zu vierteiligen Zügen verlängert; die bisherigen Vierteiler wurden mit zwei Zwischenwagen (davon einem angetriebenen) zu sechsteiligen Zügen gestreckt. Bombardier fertigte die Wagenkästen in seinem Görlitzer Werk, die Drehgestelle in Siegen. Teilweise wurde der Bau von Drehgestellen zu Alstom in Salzgitter ausgelagert. Die so umgebauten Züge hießen ab nun Verlengd InterRegioMaterieel (verlängerte IRM): VIRM-IV als Vierteiler, VIRM-VI als Sechsteiler.

### Zweite Bauserie: VIRM-2
Zusätzlich zu den Umbauten entstanden 13 Vier- und 12 Sechswageneinheiten als komplette Neubauten.

### Dritte Bauserie: VIRM-3
Im nächsten Baulos wurden weitere 21 VIRM-VI erstellt.

### Vierte Bauserie: VIRM-4
2008 begann der Bau von 51 VIRM-IV der Generation VIRM-4. Diese unterscheiden sich in der Inneneinrichtung (u. a. Vis-à-vis-Bestuhlung, Leselampen, behindertengerechte Toiletten mit Bio-Reaktor) von den vorherigen Versionen. Zum Abschluss dieser Bauserie wurden zusätzlich noch vier mBvk-Rohbauten geliefert. Mit der Ablieferung der letzten Serie VIRM-4 im Jahre 2009 wurde der Bau der Reihe DD-IRM beendet.

## Technik

### Mechanik
Beide Endwagen (Gattungen: mBvk1, mBvk2) sind angetrieben und verfügen über Führerstände. Die Zwischenwagen gibt es in nicht angetriebener (ABv3, ABv4, ABv5, ABv6) und angetriebener (mBv7) Version. Angetriebene Zwischenwagen werden nur für sechsteilige Züge (VIRM-VI) benötigt. Untereinander sind die Wagen nur mechanisch und pneumatisch mit einfachen Scharfenbergkupplungen gekuppelt. An den Zugenden gibt es Scharfenbergkupplungen mit Kontaktaufsätzen. Jeder Einzelwagen verfügt pro Seite über zwei zweiflügelige Drehschwenktüren. Deren Schließung wird durch ein akustisches Signal angekündigt.

#### Wagenkonfiguration
- IRM-III: mBvk1 + ABv3 + mBvk2
- IRM-IV: mBvk1 + ABv4 + ABv5 + mBvk2
- VIRM-IV: mBvk1 + ABv3 + ABv6 + mBvk2
- VIRM-VI: mBvk1 + ABv4 + ABv6 + mBv7 + ABv5 + mBvk2

Die Endwagen mBvk1 und mBvk2 sind gleich und austauschbar.
Die Zwischenwagen Typ ABv3 und ABv4 sind im Prinzip gleich. Die ABv3 wurden für die Drei-, später Vierwagenzüge beschafft, die ABv4 für die Vier-, später Sechswagenzüge.

### Elektrik
Nach der Prototypbauart SM 90 wurden die DD-IRM als erste Großserie in den Niederlanden mit Drehstromantrieben ausgerüstet. Kamen in der ersten Generation noch Frequenzumrichter auf GTO-Basis mit ihren markanten Betriebsgeräuschen (welches dem DD-IRM im Volksmund zum Spitznamen «Dudelsack» verhalf) zum Einsatz, stellte der Hersteller ab der zweiten Generation auf IGBT-Technik um. Bis 2013 wurden auch die mit GTO-Umrichtern gelieferten Triebwagen auf IGBT umgerüstet. Die Einheiten sind mit Nutzbremsen mit Energierückspeisung in die Fahrleitung ausgerüstet. Hinzu kommen noch elektropneumatische Bremsen und Magnetschienenbremsen in den Laufdrehgestellen.
Geplant war, die VIRM zusätzlich zum niederländischen Bahnstromsystem (1,5 kV Gleichspannung) auch unter 25 kV Wechselspannung einzusetzen. Für den dafür erforderlichen Haupttransformator wurden die ABv6-Wagen so konzipiert, dass dieser später eingebaut werden kann. Mittlerweile wurde die 25-kV-Variante aus Kostengründen wieder verworfen und es wird in ferner Zukunft eine Spannungserhöhung auf 3 kV angestrebt. Ob das für diese Triebwagenserie noch verwirklicht wird, ist fraglich.
Im Januar 2020 schrieb die NS die Ausrüstung der 176 VIRM-Triebzüge mit ETCS-Fahrzeugeinrichtungen aus.

### Innenausstattung
Alle DD-IRM sind vollklimatisiert. Die 1. Klasse beschränkt sich auf nicht angetriebene Zwischenwagen. Bei den ABv5 befindet sie sich nur im Unterstock, während sie sich bei den ABv3 und ABv4 auf beide Decks erstreckt. 2011 begann der nachträgliche Einbau des Fahrgastinformationssystems OBIS in Züge der Generationen VIRM-2 bis VIRM-4. Seit 2016 werden die Züge der ersten und zweiten Bauserie (VIRM-1) einer Hauptuntersuchung unterzogen und modernisiert. Die Inneneinrichtung wird neu gestaltet, Zwischenwände erhalten bruchsicheres Glas, die Züge werden barrierefrei ausgebaut, etwa durch Leitstreifen für Sehbehinderte. Eine neue Klimaanlage und dem Außenlicht entsprechend gesteuerte LED-Leuchten sollen 20 % Energie einsparen. Bei der Jahresbilanz-Pressekonferenz 2017 wurde bekanntgegeben, dass ab 2021, nach der laufenden Überarbeitung der ersten und zweiten Bauserie, weitere Züge der dritten und vierten Bauserie (VIRM-2 und VIRM-3) überarbeitet werden sollen. Diese Züge erhalten auch in der zweiten Klasse Steckdosen und USB-Anschlüsse.

## Einsatz
Zum ersten Mal wurden DD-IRM als Regionalzüge auf der Strecke Dordrecht–Roosendaal eingesetzt. Heute bedienen sie (häufig abwechselnd mit den älteren ICM-Zügen) die meisten Intercity-Linien der NS.

### Der grüne Zug
Im September 2014 wurde der Triebzug VIRM-IV 9556 mit einer von den Studenten Michiel van Sinderen und Steffen de Jonge ersonnenen Sonderlackierung versehen, um damit als groene trein (grüner Zug) PR-wirksam auf den Beitrag der NS zur Energiewende hinzuweisen. Die NS hatte sich zum Ziel gesetzt, bis Ende 2018 den Fahrstrom für alle Züge aus regenerativen Quellen zu beziehen.

### Zwischenfälle
Am 21. April 2012 um 18:30 Uhr kollidierte der VIRM-VI-Triebzug 8711 zwischen Amsterdam Centraal und Amsterdam Sloterdijk frontal mit einem Sprinter Lighttrain. Ein Todesfall und 116 Verletzte waren zu beklagen. Der Lokführer des anderen Zuges hatte ein haltzeigendes Hauptsignal überfahren.

## Galerie

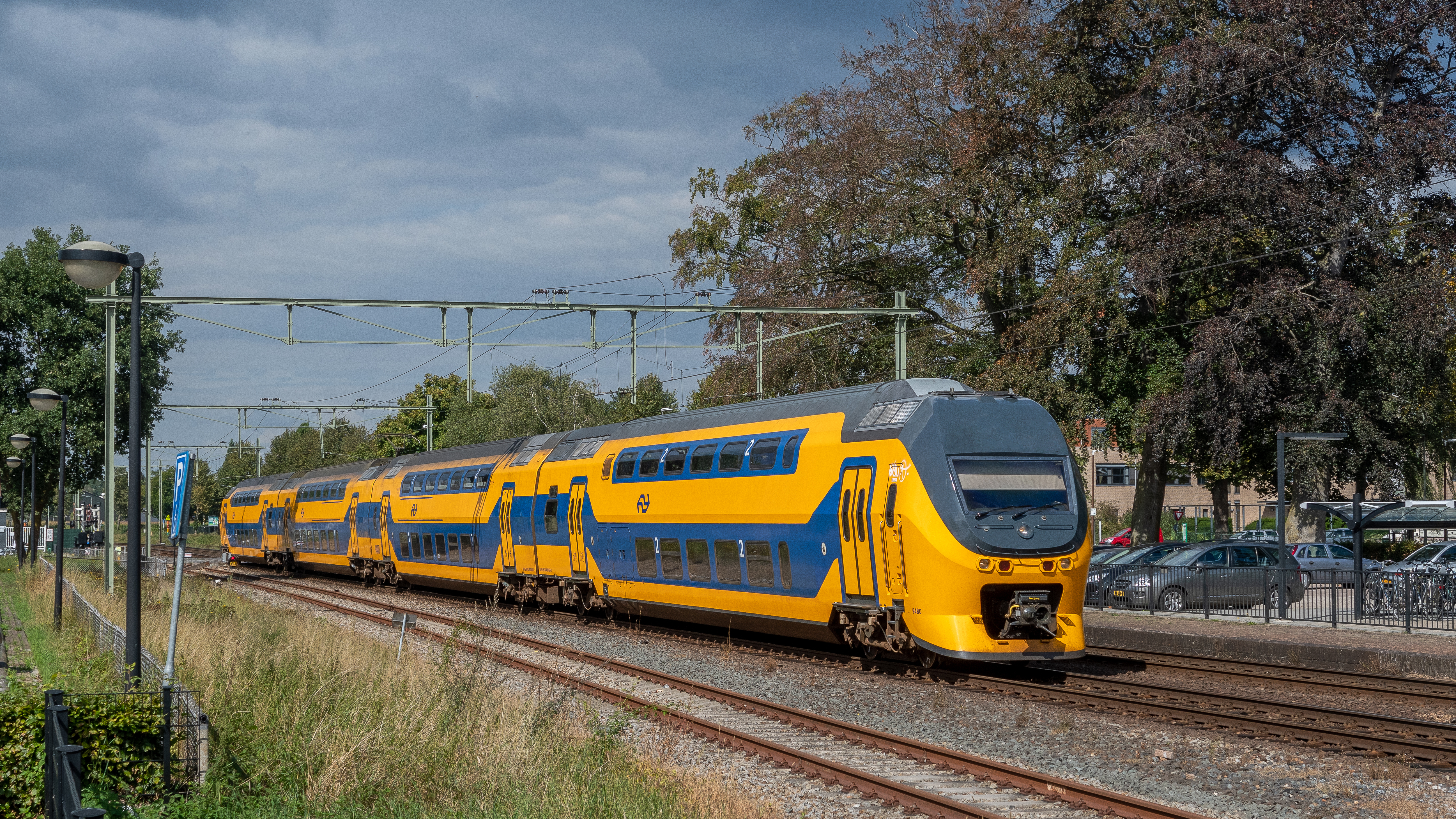
Modernisierter VIRMm1 der ersten Generation
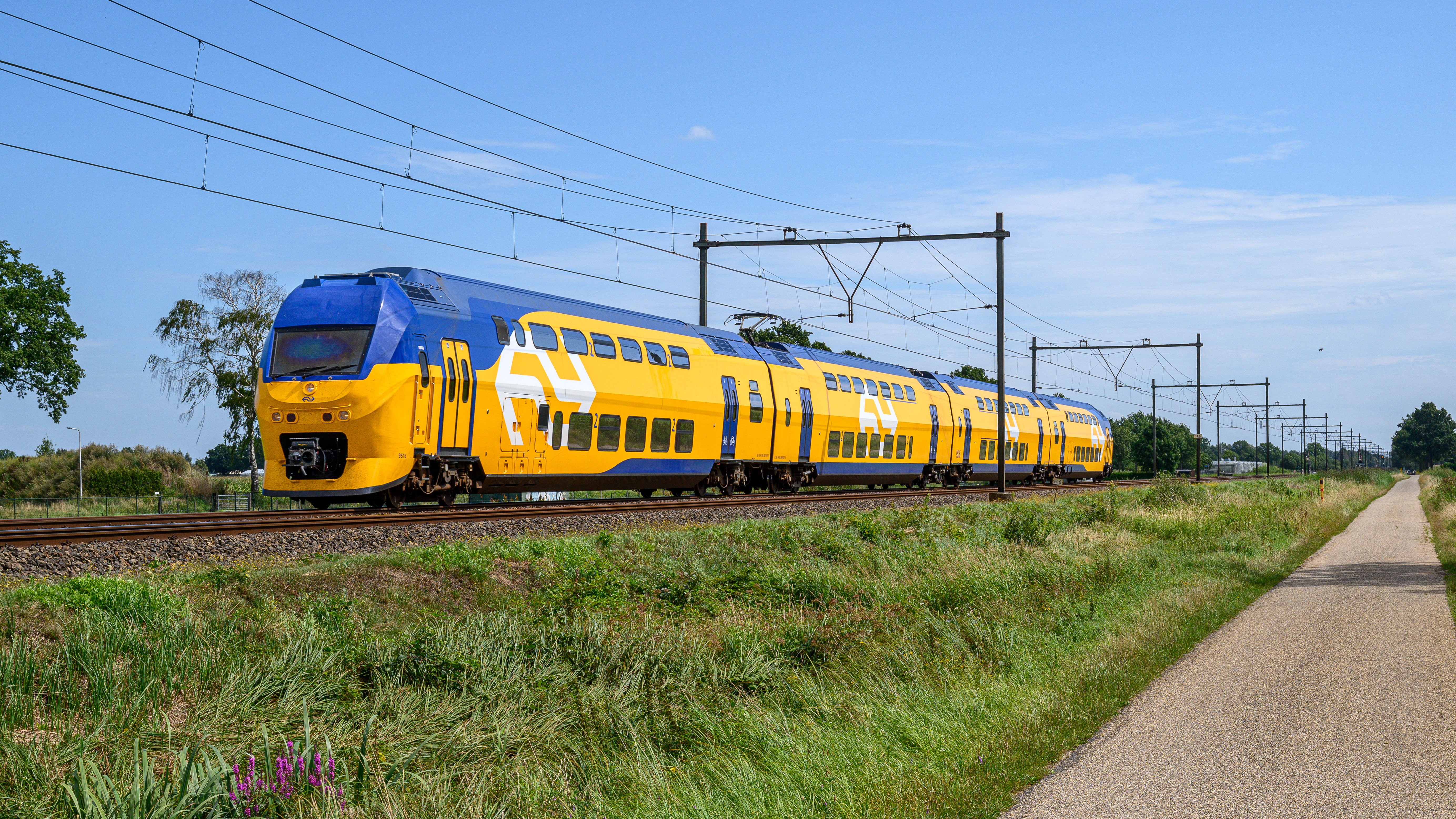
VIRMm2/3 der zweiten modernisierten Serie in Flow-Lackierung
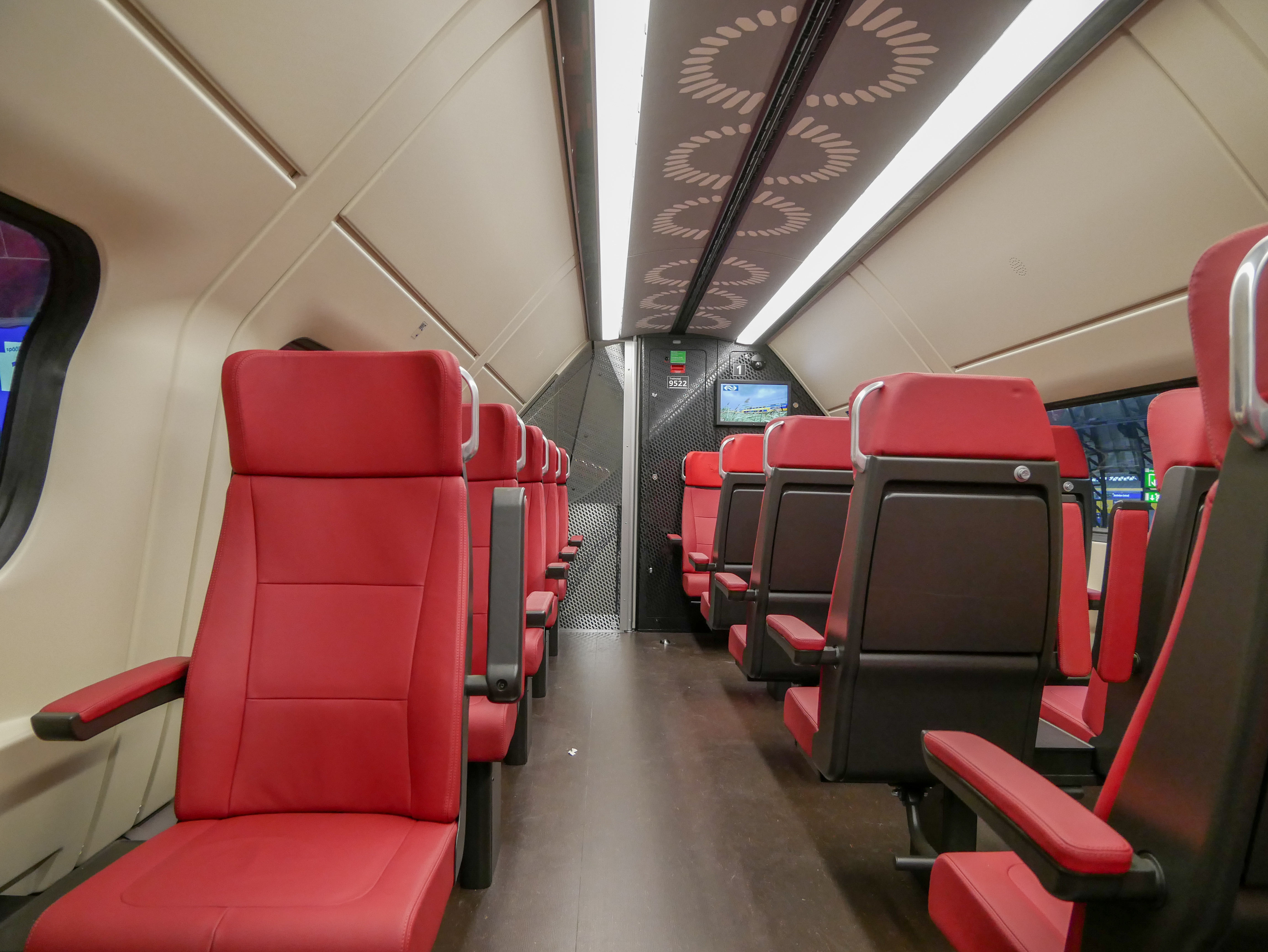
1. Klasse im VIRMm2/3
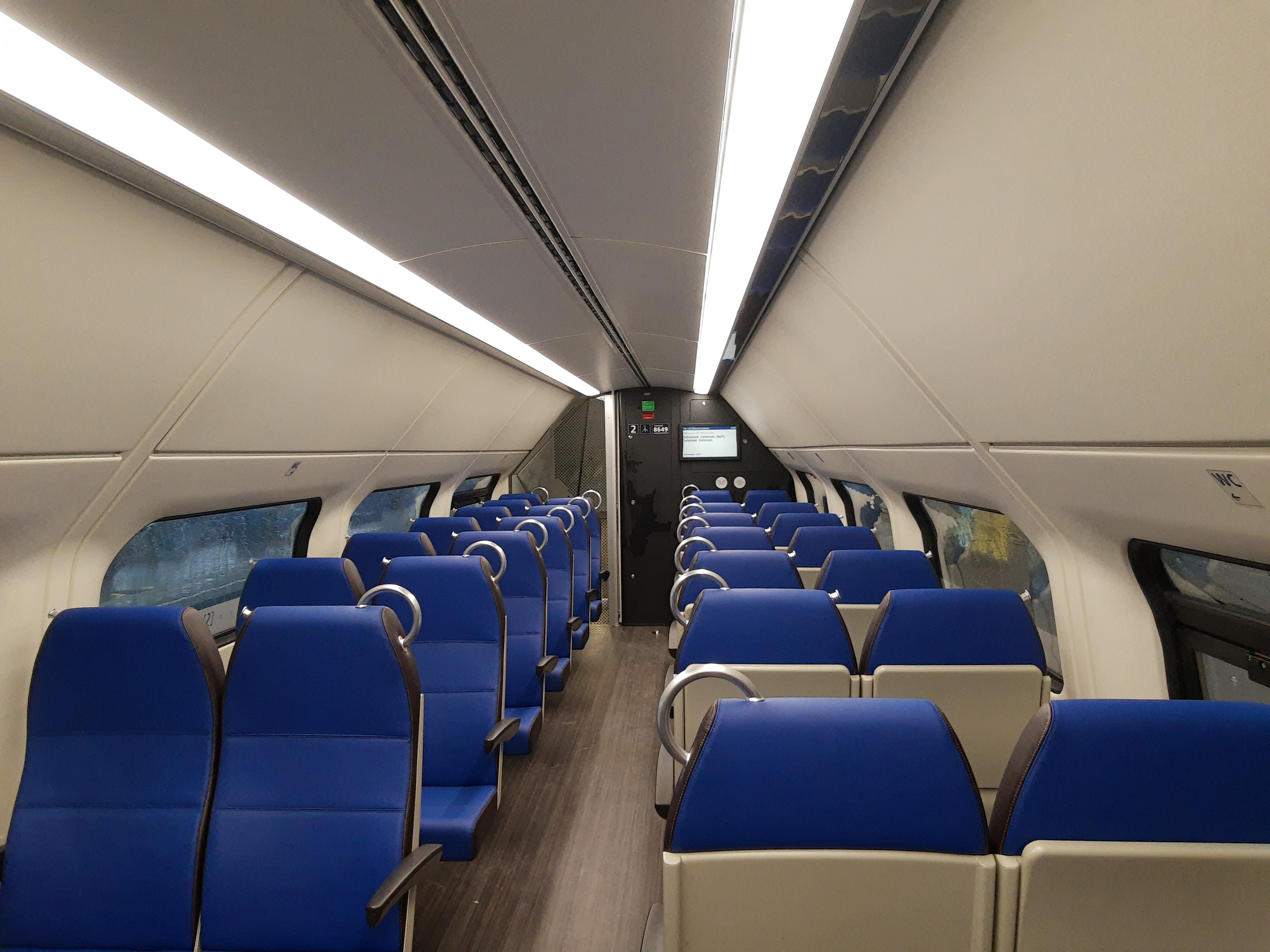
2. Klasse im VIRMm1